# San Juan Bautista (Hinojosa del Duque)

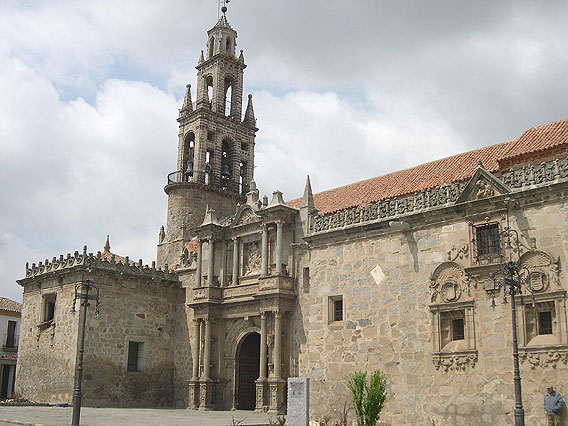
Eingang der „Catedral de la Sierra“ und die „Ermita de la Virgen del Castillo“.

Die Pfarrkirche Parroquia de San Juan Bautista (auch: Catedral de la Sierra) ist eine Pfarrkirche in Hinojosa del Duque, einer spanischen Gemeinde in der Provinz Córdoba, Andalusien.
Die Kirche ist Johannes dem Täufer geweiht. Sie wurde 1981 zum Monumento Nacional erklärt.

## Architektur
Die majestätische Kirche aus dem 16. Jahrhundert zeigt verschiedene Baustile: Das Portal ist im Plateresken Stil gehalten, das Schiff im Flamboyant und der Chor romanisch. Im 16. Jahrhundert wurden große Umbaumaßnahmen vorgenommen. Hernán Ruiz, el Viejo war der Baumeister des Plateresken Stiles. Die Arbeit wurde von Hernán Ruiz, el Joven abgeschlossen. Das Mittelschiff ist im Mudéjar-Stil gehalten und weist eine einzigartige Kassettendecke auf. Die Seitenschiffe sind mit gotischen Kreuzgewölben bedeckt.
Das Baptisterium ist die interessanteste Kapelle in dem großartigen Bauwerk. Sie ist im Plateresk-Stil gehalten. Der Turm ist in gotischem Stil aufgeführt, er wurde Ende des 16. Jahrhunderts fertiggestellt und ist sehr ähnlich dem Turm der Mezquita-Catedral de Córdoba die einige Jahrzehnte später erbaut wurde.

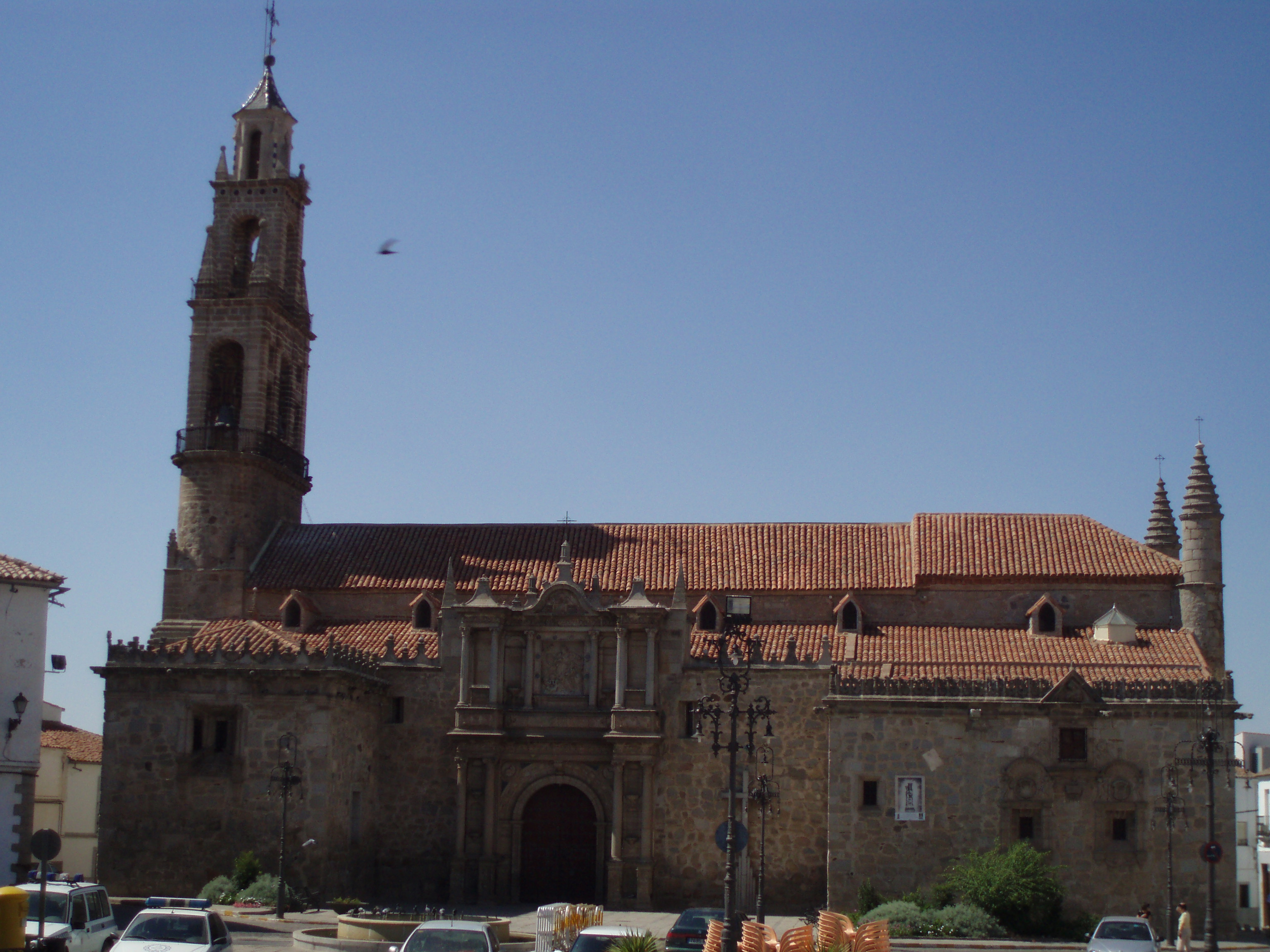
Panorama der „Catedral de la Sierra“ bis zum Rathaus
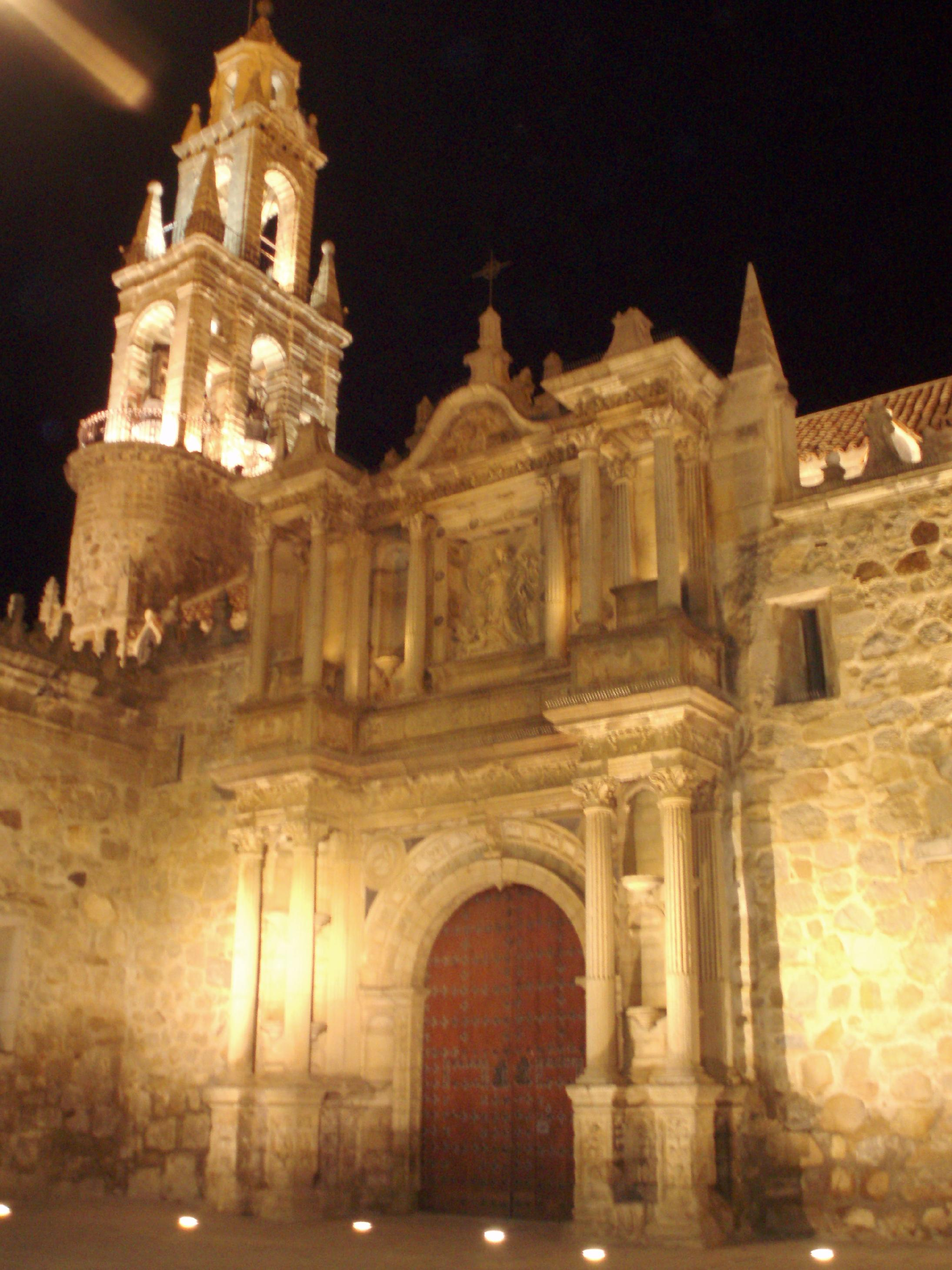
Anblick bei Nacht
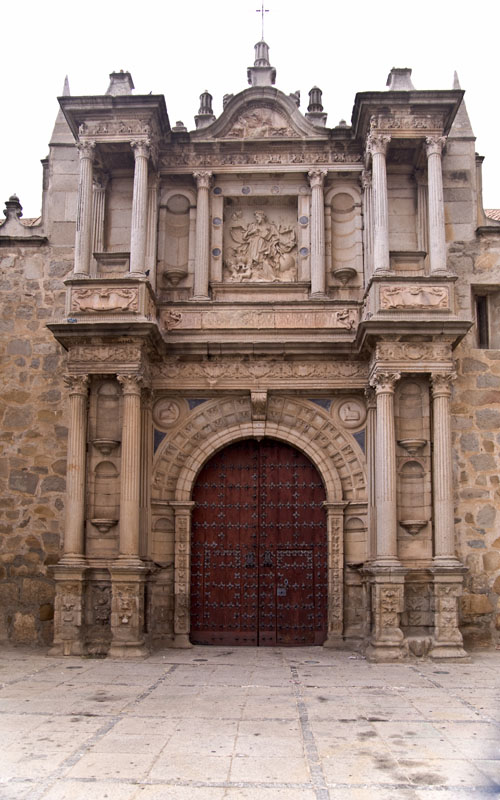
Hauptportal
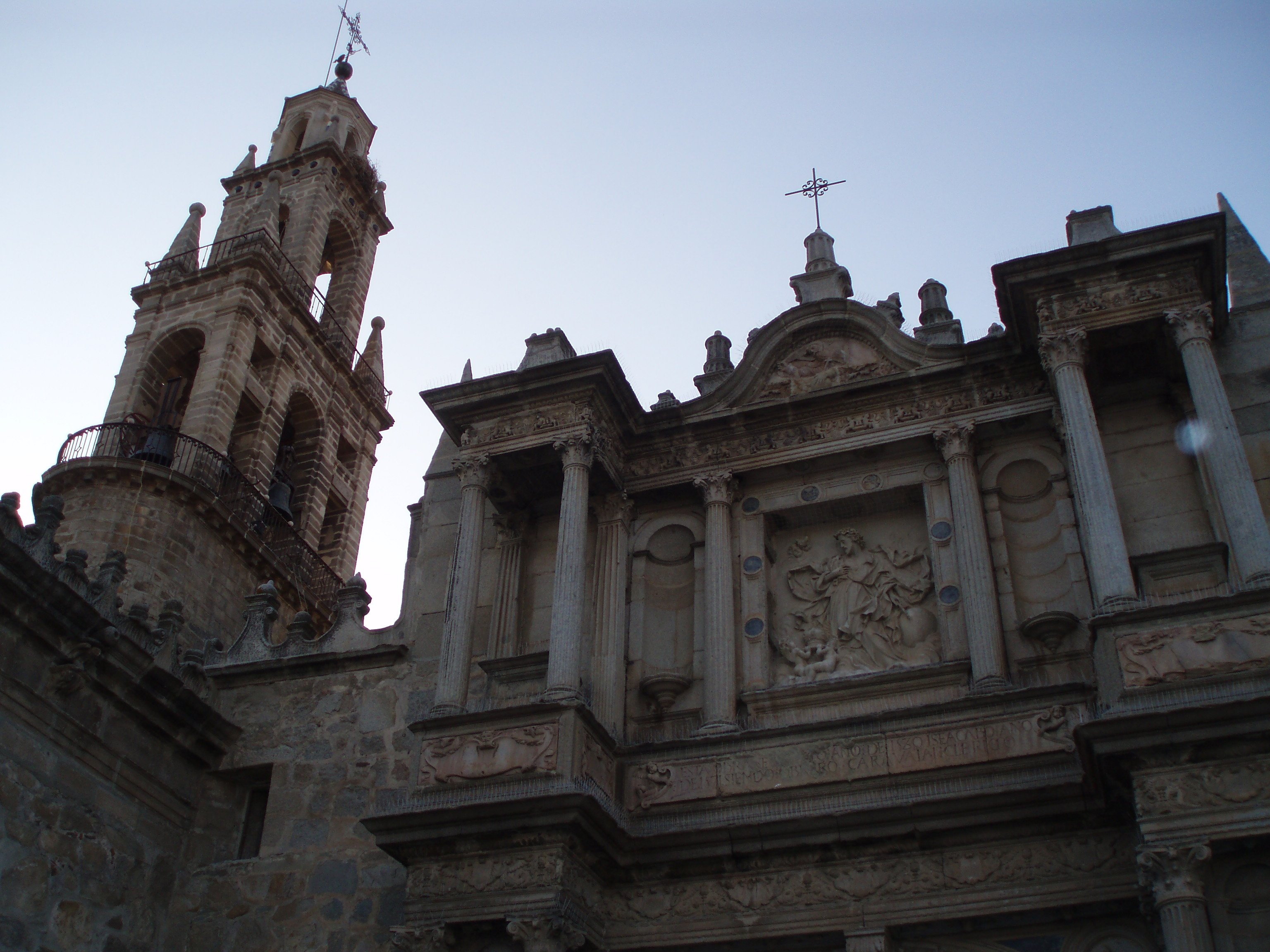
Blick über das Hauptportal zum Turm